# Vənlik
Vənlik è un comune dell'Azerbaigian situato nel distretto di Cəlilabad. Conta una popolazione di 428 abitanti.